# Crematogaster agnita
Crematogaster agnita är en myrart som beskrevs av Wheeler 1934. Crematogaster agnita ingår i släktet Crematogaster och familjen myror. Inga underarter finns listade i Catalogue of Life.